# Álvaro Borja Morata Martín
Álvaro Borja Morata Martín (Madrid, 23 d'octubre de 1992) dit simplement Álvaro Morata, és un futbolista madrileny que juga com a davanter. Format a les categories inferiors de l'Atlètic de Madrid, Getafe CF i Reial Madrid CF, actualment juga com a davanter a l'AC Milan.

## Trajectòria
Signà pel Real Madrid el 2008 provinent de les categories inferiors del Getafe CF, començant a jugar al Juvenil C del conjunt blanc. Al novembre de 2009 va començar a alternar partits entre el Juvenil i el Reial Madrid C. El seu debut amb el segon filial blanc va tenir lloc el 29 de novembre guanyant per 4-2 a l'AD Colmenar Viejo, marcant dos gols. Després d'una bona temporada amb el Juvenil A, guanyant dos títols i marcant 34 gols al juliol de 2010 va pujar al Reial Madrid Castella. Aquest mateix mes és convocat amb el primer equip entrenat per José Mourinho per a fer una pretemporada als Estats Units.
El 15 d'agost de 2010 va jugar el seu primer partit amb el Reial Madrid Castella a un amistós davant l'AD Alcorcón, marcant el gol de la victòria.
El seu debut a la lliga amb el filial va ser el 29 d'agost a una victòria per 3 a 2 contra el Coruxo FC, marcant el seu primer gol oficial a un empat a 1 davant el RSD Alcalá el 31 d'octubre.
A la temporada 2010-11, considerat com el tercer davanter del Reial Madrid CF per darrere de Gonzalo Higuaín i Karim Benzema, una lesió del primer li va permetre, el 12 de desembre de 2010, debutar amb el primer equip a un partit de lliga contra el Reial Saragossa. El conjunt blanc, entrenat per José Mourinho, guanyà el partit per 1-3 i Morata va entrar substituint a Ángel di María al minut 89. Al mercat d'hivern, el Madrid va aconseguir la cessió del davanter togolès Emmanuel Adebayor, fet que va impedir que Morata continués entrant als plans de Mourinho.
Durant l'any 2011 va despertar l'interès d'altres clubs per fitxar-lo, principalment el Getafe CF.
Malgrat no gaudir de minuts amb el primer equip durant les temporades 2010-11 i 2011-12, a partir de l'estiu del 2012 va començar a tenir més protagonisme, marcant un gol decisiu l'11 de novembre del 2012 al camp del Llevant UE, i debutant a la Lliga de Campions el 4 de desembre contra l'AFC Ajax, fent una assistència.
El juliol de 2014 el Madrid va traspassar el jugador a la Juventus de Torí per 20 milions d'euros.
El 6 de juny de 2015 formà part de l'equip titular de la Juventus que va perdre la final de la Lliga de Campions 2015, a l'Estadi Olímpic de Berlín per 1 a 3, contra el FC Barcelona.

## Palmarès
Reial Madrid Castella
- 1 Segona divisió B: 2011-12

Reial Madrid CF
- 2 Lligues de Campions: 2013–14, 2016–17[11]
- 1 Supercopa d'Europa: 2016[12]
- 2 Lligues espanyoles: 2011-12 i 2016-17[13]
- 2 Copes del Rei: 2010-11 i 2013-14
- 1 Supercopa d'Espanya: 2012
- 1 Campionat del món de clubs de la FIFA: 2016[14]

Juventus FC
- 2 Serie A: 2014-15, 2015-16
- 3 Copes italianes: 2014-15, 2015-16, 2020-21
- 2 Supercopes italianes: 2015, 2020

Chelsea FC
- 1 Lliga Europa de la UEFA: 2018-19
- 1 Copa anglesa: 2017-18

AC Milan
- 1 Supercopa italiana: 2024[15]

### Selecció espanyola
- 1 Eurocopa: 2024[16]
- 1 Lliga de les Nacions de la UEFA: 2022-23[17]
- 1 Campionat d'Europa sub-21: 2013[18]
- 1 Campionat d'Europa sub-19: 2011